# Aaspere
Aaspere est un village de la commune de Haljala du comté de Viru-Ouest en Estonie.
Au 31 décembre 2011, il compte 268 habitants.